# دونكان يوب
دونكان يوب (بالإنجليزية: Duncan Jupp)‏ هو لاعب كرة قدم بريطاني في مركز الدفاع، ولد في 25 يناير 1975 في Haslemere ‏ في المملكة المتحدة. شارك مع منتخب اسكتلندا تحت 21 سنة لكرة القدم. أما مع النوادي، فقد لعب مع بوغنور ريجيس تاون ونادي ساوثيند يونايتد ونادي غيلينغهام ونادي فولهام ونادي لوتون تاون ونادي ويمبلدون ونوتس كاونتي.

## وصلات خارجية
- دونكان يوب على موقع قاعدة بيانات كرة القدم.إي يو (الإنجليزية)
- دونكان يوب على موقع Soccerbase.com (لاعب) (الإنجليزية)
- دونكان يوب على موقع عالم كرة القدم.نت (الإنجليزية)